# Gerd Wimmer
Gerd Wimmer (ur. 9 stycznia 1977 w Laa an der Thaya) – austriacki piłkarz występujący na pozycji obrońcy.

## Kariera klubowa
Wimmer zawodową karierę rozpoczynał w 1992 roku w Admirze Wacker. Po 2 latach, w 1994 roku odszedł do Sturmu Graz. W 1995 roku wywalczył z nim wicemistrzostwo Austrii. W tym samym roku wrócił do Admiry, gdzie grał jeszcze przez 2 lata. Następnie przez 3 lata reprezentował barwy Rapidu Wiedeń.
W 2000 roku Wimmer przeszedł do niemieckiego Eintrachtu Frankfurt. W Bundeslidze zadebiutował 13 sierpnia 2000 roku w wygranym 3:0 pojedynku z SpVgg Unterhaching. 29 września 2000 roku w zremisowanym 1:1 spotkaniu z Borussią Dortmund strzelił pierwszego gola w Bundeslidze. W 2001 roku spadł z zespołem do 2. Bundesligi. W Eintrachcie spędził jeszcze rok.
W 2002 roku odszedł do pierwszoligowej Hansy Rostock. Pierwszy ligowy mecz zaliczył tam 14 sierpnia 2002 roku przeciwko TSV 1860 Monachium (2:0). W Hansie przez 2 lata Wimmer rozegrał 30 spotkań i zdobył 1 bramkę. W 2004 roku trafił do drugoligowego Rot-Weiß Oberhausen, w którym grał przez rok.
W 2005 roku wrócił do Admiry, noszącej teraz nazwę Admira Wacker Mödling. Jej barwy reprezentował przez rok, a potem przeszedł do Austrii Wiedeń. Zadebiutował tam 12 sierpnia 2006 roku w zremisowanym 0:0 pojedynku rozgrywek Bundesligi austriackiej z Rapidem Wiedeń. W 2007 roku Wimmer został włączony do rezerw Austrii Wiedeń. W 2008 roku zakończył tam karierę.

## Kariera reprezentacyjna
W reprezentacji Austrii Wimmer zadebiutował 18 sierpnia 1999 roku w zremisowanym 0:0 towarzyskim meczu ze Szwecją. W latach 1999–2002 w drużynie narodowej rozegrał w sumie 5 spotkań.